# 溪口镇 (上杭县)
溪口乡是中国福建省龙岩市上杭县下辖的一个乡。

## 行政区划
溪口乡共辖11个行政村，分别是：
云山村、石铭村、锦坊村、当丰村、陈屋村、大洋坝村、三溪村、双华村、大丰村、大厚村、大连村。